# 居作昌果
居作 昌果（いづくり よしみ／いずくり よしみ、1934年3月31日 - 2005年4月10日）は、日本のテレビプロデューサー。
元TBSにてプロデューサー、演出三部長、第一制作局長、制作局長を歴任後、制作会社・タイクスを設立し、代表取締役社長を務めた。
バラエティ番組のプロデューサーとしての手腕を、日本テレビの井原高忠、フジテレビの横澤彪、テレビ朝日の皇達也と、また自社の後輩である桂邦彦らとしばしば比較される。
息子は元電通プロモーションプラス専務執行役員の居作和果。

## 経歴
1934年、東京府（現在の東京都）生まれ、東京府東京市京橋区銀座（現在の東京都中央区銀座）出身。早稲田大学第一文学部英文科卒業。
1956年、ラジオ東京（後のTBS）に入社。ラジオ東京放送効果団（効果音を製作する部署）、番組宣伝課、教養部（後の情報番組制作部門）を渡り歩いた後、主にバラエティ番組制作担当の演出課に異動。以降テレビのバラエティ番組のディレクター・プロデューサーとして活動する。
1968年に『お笑い頭の体操』のプロデューサーへ就任。人気番組にさせる。1969年、TBSテレビ土曜20時枠の建て直しを命じられ、『8時だョ!全員集合』をプロデュース。高視聴率を稼ぐ驚異のお化け番組として一時代を築く。以後、『クイズダービー』『飛べ!孫悟空』『ザ・チャンス!』などヒット番組を連発する。
1979年、自ら監督を務めた映画『ピーマン80』（東宝） が公開。
1981年2月、仲本工事・志村けんとともに競馬のノミ行為を行った事で摘発され、仲本とともに書類送検となり罰金刑を受けた（志村は賭金が少なかったため、起訴猶予処分）。
1982年9月、制作局（当時は第一制作局）次長演出三部部長となり、制作現場の第一線から離れる。1983年4月1日、第一制作局長へ就任。1985年6月28日から1986年5月1日までは制作局長を務めた。
1989年7月20日（自著では1987年）にタイクスを設立、社長を務めた（TBS社長室付人事労政局付出向という形で務めた時期あり）。1999年、元タイクスの百武健之とともに制作会社ティー・ゾーン（T・ZONE）を設立。
2005年4月10日、肺がんのため、東京都新宿区の病院で死去した。71歳没。

## 作品

### テレビ番組
- 歌まね読本[14]
- お笑い頭の体操（プロデューサー）[3]
- 8時だョ!全員集合（プロデューサー→制作）[3]
- 8時だョ!出発進行（プロデューサー）[15]
- 学校そば屋テレビ局（プロデューサー）[1]
- せんみつ・湯原ドット30（プロデューサー）[16][17]
  - 新せんみつ・湯原ドット30[18]
- ばあちゃんの星（プロデューサー）[19]
- クイズダービー（プロデューサー→制作）[3]
- クイズテレビずき!
- 飛べ!孫悟空（制作）[20]
- ザ・チャンス!（制作）[21]
- びんた（1990年1月 - 3月。企画）[19]
- 遥かなるわが町（1990年3月12日、『月曜ドラマスペシャル』枠で放送された単発ドラマ。企画）[19]
- 4・10月だョ!全員集合（プロデューサー→制作）
- ぴりっとタケロー（1990年4月 - 9月）
- 吉村明宏のクイズランチ（1991年10月 - 1992年10月、制作）

### 映画
- ピーマン80（製作・監督）

### 著書
- これがドリフターズだ（1981年、サンケイ出版）…国立国会図書館の所蔵情報
- 8時だョ!全員集合伝説（1999年9月30日[注 3]、双葉社）ISBN 4575290165
  - （双葉文庫版。2001年発行）ISBN 4575711950

## エピソード
番組宣伝課時代、当時TBS系で放送されていた『てなもんや三度笠』（ABC）のプロデューサー・澤田隆治（沢田隆治）にテレビ記者会賞（1965年、第2回テレビ記者会賞個人賞）を取らせるため半年程放送記者クラブの面々を口説き落として実際にその年に受賞させた事を後年自著で明かしている。
1969年、それまで低視聴率に苦しんでいたTBS土曜20時枠を立て直すためにザ・ドリフターズをメインに据えた新番組を立ち上げようと、顔合わせと説得を兼ねてドリフの面々と赤坂の寿司屋で会食を行った。しかし、その場でリーダーのいかりや長介が、強力な裏番組『コント55号の世界は笑う』（フジテレビ）の前に敗北するのではないかと消極的な態度を示した。それを受け居作は「そりゃあ、たしかに55号とドリフじゃあ、今は月とスッポンかも知れない。だけどスッポンが月に勝てないと決まってるわけじゃない」と発言し、それを聞いたいかりやは逆に見返してやろうと奮起し新番組出演を受諾。「全員集合」の開始に至った。
『8時だョ!全員集合』プロデューサー当時、クレーム処理を一手に引き受けていた際、「食べ物を粗末にする」コントがあるとの理由から日本PTA全国協議会から低俗番組と槍玉に挙げられていた。居作はPTAの関係者と応対した際には自身の感想であるが、あまりにも見下したような言動に激昂。「ドラマだって食べ物を粗末にするシーンがあるじゃないか!ドラマだったら許されるといいたいのか!」と喝破した。居作によると、当時ドラマでは一例として病気の母親のためにスイカを丸々一個買って持って帰ろうとしていたときに運悪くイジメっ子達に出くわし、そのイジメっ子にせっかく買ったスイカを取り上げられて割られてしまうという、コントの世界では低俗とされるシーンが数多く放送されていた。こういう現実を見ているからこそ居作は言い返したわけだが、言い返されたPTAの関係者はモゴモゴして二の句が継げなかったという。
TBS在籍時代、ドリフ以外にも同い年で早稲田大学の同期でもあった大橋巨泉の担当として公私共に交流があった。『クイズダービー』を司会の巨泉の発案から共にプロデューサーとして立ち上げたことで知られる。1976年新春の番組開始当初、後年知られるものよりも複雑なルールが災いし最低4.4％という低視聴率で、上層部から再三打ち切り勧告が出された。しかし、スポンサーのロート製薬側の意向もあり存続し、後年知られるルールに単純化したところ秋頃には視聴率は20％を超え、TBSを代表する看板番組となった。同年暮れの打ち上げ会において、居作は｢番組があたることはいいですな。ついこの前まで"スポンサーを替えても番組を変える"といってた人からもおホメの言葉をいただけるんですから｣と打ち切り勧告をしていた営業部長、編成部長、制作部長に毒づき、慌てて彼らはその場から姿を消したという。巨泉は｢おい、あんなこと言っていいのかい?」と心配したが、居作は｢なあに、あのくらい言ってちょうどいいのさ」と平気な顔で返したという。
系列局の毎日放送が全国ネットの制作番組『世界まるごとHOWマッチ』の放送時間を22時から20時に昇格したいと司会の巨泉に打診した際、巨泉は｢ゴールデンタイムでは番組に制約ができる。どうしてもと言うのなら、俺以外の司会者でやってくれ｣と頑固反対し、当時居を構えていた伊東に帰ってしまったときも、キー局であるTBSの制作局長だった居作が巨泉の自宅に出向き説得に当たり、番組を22時台と同じペースでやってもよいとする条件と、巨泉主催のゴルフトーナメントのスポンサーをMBSが引き受けてもよいという条件で納得させた。巨泉は自著で「見事なネゴシエイターぶりであった」と回想している。
景山民夫の小説作品『トラブル・バスター』の登場人物である田所局長のモデルとされている。
死去の際はTBS系『ブロードキャスター』で取りあげられた。また、2005年4月13日に行われた告別式には加藤茶・仲本・高木ブーが参列した。